# Злиття гілок державної влади
Злиття гілок державної влади — (англ. fusion of powers) це характеристика парламентської демократії, особливо за Вестмінстерської системи, де виконавча та законодавча гілки влади переплітаються. Воно часто контрастує з більш жорстким поділом влади, який можна побачити в більшості президентських демократій. Злиття повноважень існує в багатьох, якщо не в більшості, сучасних демократій. Відоме також під назвою «м'яка модель поділу державної влади»
Система вперше виникла в результаті політичної еволюції в Сполученому Королівстві протягом багатьох століть, по мірі того, як повноваження монарха обмежувалися Парламентом. Термін «злиття гілок державної влади», як вважають, придумав експерт з питань Британської Конституції — Волтер Бейджгот.

## Приклади

### Канада
Сенатор Канади Юджин Форсі зазначив, що в Канаді, Уряд і Палата громад не можуть мати розбіжності довше декількох тижнів за один раз. Якщо в них виникають розбіжності щодо будь-якого важливого питання, тоді негайно створюється або новий уряд або нова палата громад.

### Франція
П'ята французька Республіка є прикладом злиття гілок державної влади у країні, котра не належить до Вестмінстерської системи. Франція дотримується моделі, відомої також як напівпрезидентська система або змішана президентсько-парламентська система, яка існує десь між парламентською і президентською демократією.

### Велика Британія
Сполучене Королівство вважається країною з найсильнішим злиттям гілок державної влади. До 2005 року, Лорд-канцлер повністю об'єднував злиття усіх гілок, будучи спікером палати лордів, державного міністра, який очолює Департамент Лорда-канцлера і голови судової влади.

### Швеція
У парламентській системі Швеції, з її новою Конституцією 1974 року, існує злиття гілок державної влади, за допомогою якого принцип «народного суверенітету» служить провідною вказівкою до принципів організації та діяльності уряду і закріплений у першому рядку Конституції.

## Переваги
Одна перевага злиття гілок державної влади, на думку прибічників цієї ідеї, полягає в тому, що воно спрощує процес діяльності уряду. За таких умов практично в уряду не існує ніяких можливостей зайти в глухий кут, що іноді має місце, коли органи законодавчої та виконавчої влади розділені, але Австралійська Конституційна криза 1975 є контрприкладом.

## Недоліки
Недоліком у злитті гілок державної влади, як це не парадоксально, є влада, що надається виконавчій, а не законодавчій гілці влади. У злитті гілок державної влади, глава уряду повинен користуватися довірою більшості в законодавчому органі. Якщо більшість складається з членів його власної партії, голови уряду можуть використовувати цих прибічників для контролю над діяльністю законодавчої влади, тим самим захищаючи виконавчу владу від того, щоб вона була дійсно підзвітною і в той же час приймала вигідні для уряду закони. Незгода членів урядової політичної сили (або політичних сил, якщо уряд є коаліцією або урядом меншості) може мати місце, але партійна дисципліна, разом з тенденцією, що багато виборців голосуватимуть проти нестійкого уряду, роблять такі виступи непривабливими і через це рідкісними.
Багато країн відгукнулися на це введенням або збереженням багатопалатної системи законодавчих органів, за яким всі палати повинні прийняти закон в тій же формі. Відповідальна палата зазвичай є найпотужнішою і єдиною палатою з фактичною владою, що дозволяє усунути уряд. Інші палати, утім, мають право накласти вето або, принаймні, затримати спірні законопроєкти, швидше за все до моменту, коли політичні суперечки розсудить електорат. Вони також забезпечують додаткові форуми для проведення розслідування дій виконавчої влади. Крім того, оскільки питання майбутнього уряду не вирішується в інших палатах, члени правлячої партії або коаліції в цих палатах можуть бути більш вільними в опонуванні політиці уряду, з якою вони не згодні. Другий підхід до стримування виконавчої влади є обрання відповідальної палати за тією чи іншою формою пропорційної виборчої системи, як у випадку Японії. Це часто, але не обов'язково, призводить до коаліції або уряду меншості. Ці уряди користуються підтримкою законодавчої влади, коли їх збереження перебуває під загрозою, але мають значно менше контролю з її боку.
Злиття гілок державної влади спеціально було відхилено творцями американської Конституції через страх того, що в одній особі буде зосереджений занадто небезпечний обсяг влади. Проте інші країни відхиляють президентську систему з тієї ж причини, заявляючи, що в руках однієї людини концентрується занадто багато влади, особливо якщо винесення імпічменту ускладнене.